# 브라이언 컬버슨
브라이언 컬버슨(Brian Culbertson, 1973년 1월 12일 ~ )은 미국 일리노이주 디케이터 출신의 컨템퍼러리 재즈/R&B/펑크 음악가, 악기 연주자, 프로듀서 및 연주자다. 그의 악기에는 신시사이저, 피아노, 트롬본, 드럼, 베이스, 트럼펫, 유포니움, 타악기가 포함된다.